# 弦楽四重奏曲第3番 (モーツァルト)
弦楽四重奏曲第3番 ト長調 K. 156 (134b) は、ヴォルフガング・アマデウス・モーツァルトが作曲した弦楽四重奏曲。6曲ある『ミラノ四重奏曲』のうちの2曲目であり、『ミラノ四重奏曲第2番』とも呼ばれる。

## 概要
本作は第2番（K. 155）の作曲後に、ミラノに到着してから1772年10月以降に作曲されたとされている。作品の第3楽章をメヌエットにしたのは、当時ミラノで流行していた形式であり、ミラノがウィーンの統治下にあることへの敬意であるといわれている。そして、書式もその頃の流行を採用した模倣対位法の書き方によっている。

## 曲の構成
全3楽章、演奏時間は約13分。なお、第2楽章はモーツァルト自身によってオリジナルを廃して書き換えられた第2版(ホ短調、4分の4拍子)が存在し、一般的には第2版が演奏される。
- 第1楽章 プレスト
ト長調、8分の3拍子、ソナタ形式。
- 第2楽章 アダージョ
ホ短調、4分の4拍子、二部形式。
- 第3楽章 テンポ・ディ・メヌエット
ト長調、4分の3拍子。